# Словакия на летних Олимпийских играх 2012
Словакия на летних Олимпийских играх 2012 была представлена в одиннадцати видах спорта.

## Награды
| Медаль  | Спортсмен                       | Вид спорта     | Дисциплина              | Дата      |
| ------- | ------------------------------- | -------------- | ----------------------- | --------- |
| Серебро | Зузана Штефечекова              | Стрельба       | Женщины, трап           | 4 августа |
| Бронза  | Данка Бартекова                 | Стрельба       | Женщины, скит           | 29 июля   |
| Бронза  | Михал Мартикан                  | Гребной слалом | Мужчины, каноэ-одиночки | 31 июля   |
| Бронза  | Петер Гохшорнер Павол Гохшорнер | Гребной слалом | Мужчины, каноэ-двойки   | 2 августа |

## Результаты соревнований

### Бадминтон
Спортсменов — 1
Женщины
| Соревнование     | Соревнование     | Групповой этап               | Групповой этап                   | Групповой этап        | 1/8 финала            | 1/4 финала            | 1/2 финала            | Финал                 | Финал |
| Соревнование     | Соревнование     | 1 матч                       | 2 матч                           | 3 матч                | 1/8 финала            | 1/4 финала            | 1/2 финала            | Финал                 | Финал |
| Соревнование     | Соревнование     | Соперник Счёт                | Соперник Счёт                    | Соперник Счёт         | Соперник Счёт         | Соперник Счёт         | Соперник Счёт         | Соперник Счёт         | Место |
| Соревнование     | Соревнование     | Группа D                     | Группа D                         | Группа D              |                       |                       |                       |                       |       |
| ---------------- | ---------------- | ---------------------------- | -------------------------------- | --------------------- | --------------------- | --------------------- | --------------------- | --------------------- | ----- |
| Одиночный разряд | Моника Фасунгова | Гу Цзюань(sin) П 5:21, 21:11 | Виктория На (авс) П 12:21, 18:21 | Завершила выступления | Завершила выступления | Завершила выступления | Завершила выступления | Завершила выступления | 43    |

### Велоспорт
Спортсменов — 1

#### Шоссейный велоспорт
Мужчины
| Соревнование    | Спортсмены  | Время   | Место |
| --------------- | ----------- | ------- | ----- |
| Групповая гонка | Петер Саган | 5:46.37 | 34    |

### Гребля на байдарках и каноэ
Спортсменов — 3

#### Гребной слалом
Мужчины
| Соревнование | Спортсмены                        | Предварительный этап | Предварительный этап | Предварительный этап | Предварительный этап | Предварительный этап | Предварительный этап | Предварительный этап | Полуфинал | Полуфинал | Полуфинал | Полуфинал | Финал  | Финал | Финал  | Финал |
| Соревнование | Спортсмены                        | 1 попытка            | 1 попытка            | 1 попытка            | 2 попытка            | 2 попытка            | 2 попытка            | Место                | Полуфинал | Полуфинал | Полуфинал | Полуфинал | Финал  | Финал | Финал  | Финал |
| Соревнование | Спортсмены                        | Время                | Штраф                | Итог                 | Время                | Штраф                | Итог                 | Место                | Время     | Штраф     | Итог      | Место     | Время  | Штраф | Итог   | Место |
| ------------ | --------------------------------- | -------------------- | -------------------- | -------------------- | -------------------- | -------------------- | -------------------- | -------------------- | --------- | --------- | --------- | --------- | ------ | ----- | ------ | ----- |
| К-1          | Михал Мартикан                    | 89,46                | 50                   | 139,46               | 90,56                | 0                    | 90,56                | 1                    | 102,04    | 2         | 104,04    | 4         | 98,31  | 0     | 98,31  |       |
| К-2          | Павол Гохшорнер и Петер Гохшорнер | 97,52                | 0                    | 97,52                | 98,60                | 2                    | 97,52                | 2                    | 109,04    | 2         | 111,04    | 2         | 108,28 | 2     | 110,28 |       |

Женщины
| Время | Штраф | Итог | Время | Штраф | Итог | Время | Штраф | Итог | Место | Время | Штраф | Итог | Место | Б-1 |  |  |  |  |  |  |  |  |  |  |  |  |  |  |  |

### Стрельба
Спортсменов — 7
По итогам квалификации 6 или 8 лучших спортсменов (в зависимости от дисциплины), набравшие наибольшее количество очков, проходили в финал. Победителем соревнований становился стрелок, набравший наибольшую сумму очков по итогам квалификации и финала. В пулевой стрельбе в финале количество очков за попадание в каждой из попыток измерялось с точностью до десятой.
Мужчины
| Соревнование                          | Спортсмены     | Квалификация | Квалификация | Финал                | Всего                | Всего                |
| Соревнование                          | Спортсмены     | Результат    | Место        | Финал                | Результат            | Место                |
| ------------------------------------- | -------------- | ------------ | ------------ | -------------------- | -------------------- | -------------------- |
| Винтовка из трёх положений, 50 метров | Йозеф Гёнци    | 1157         | 31           | Завершил выступление | Завершил выступление | Завершил выступление |
| Пистолет, 50 метров                   | Павол Копп     | 556          | 20           | Завершил выступление | Завершил выступление | Завершил выступление |
| Пистолет, 50 метров                   | Юрай Тужинский | 554          | 23           | Завершил выступление | Завершил выступление | Завершил выступление |
| Пневматический пистолет, 10 метров    | Павол Копп     | 576          | 21           | Завершил выступление | Завершил выступление | Завершил выступление |
| Пневматический пистолет, 10 метров    | Юрай Тужинский | 580          | 15           | Завершил выступление | Завершил выступление | Завершил выступление |

Женщины
| Соревнование                       | Спортсмены         | Квалификация | Квалификация | Финал                | Всего                | Всего                |
| Соревнование                       | Спортсмены         | Результат    | Место        | Финал                | Результат            | Место                |
| ---------------------------------- | ------------------ | ------------ | ------------ | -------------------- | -------------------- | -------------------- |
| Винтовка с трёх позиций, 50 метров | Даниэла Пешкова    | 576          | 34           | Завершил выступление | Завершил выступление | Завершил выступление |
| Трап                               | Зузана Штефечекова | 73           | 2            |                      | 93                   | 2                    |
| Скит                               | Данка Бартекова    | 70           | 2            |                      | 90                   |                      |